# 復興北路車行地下道

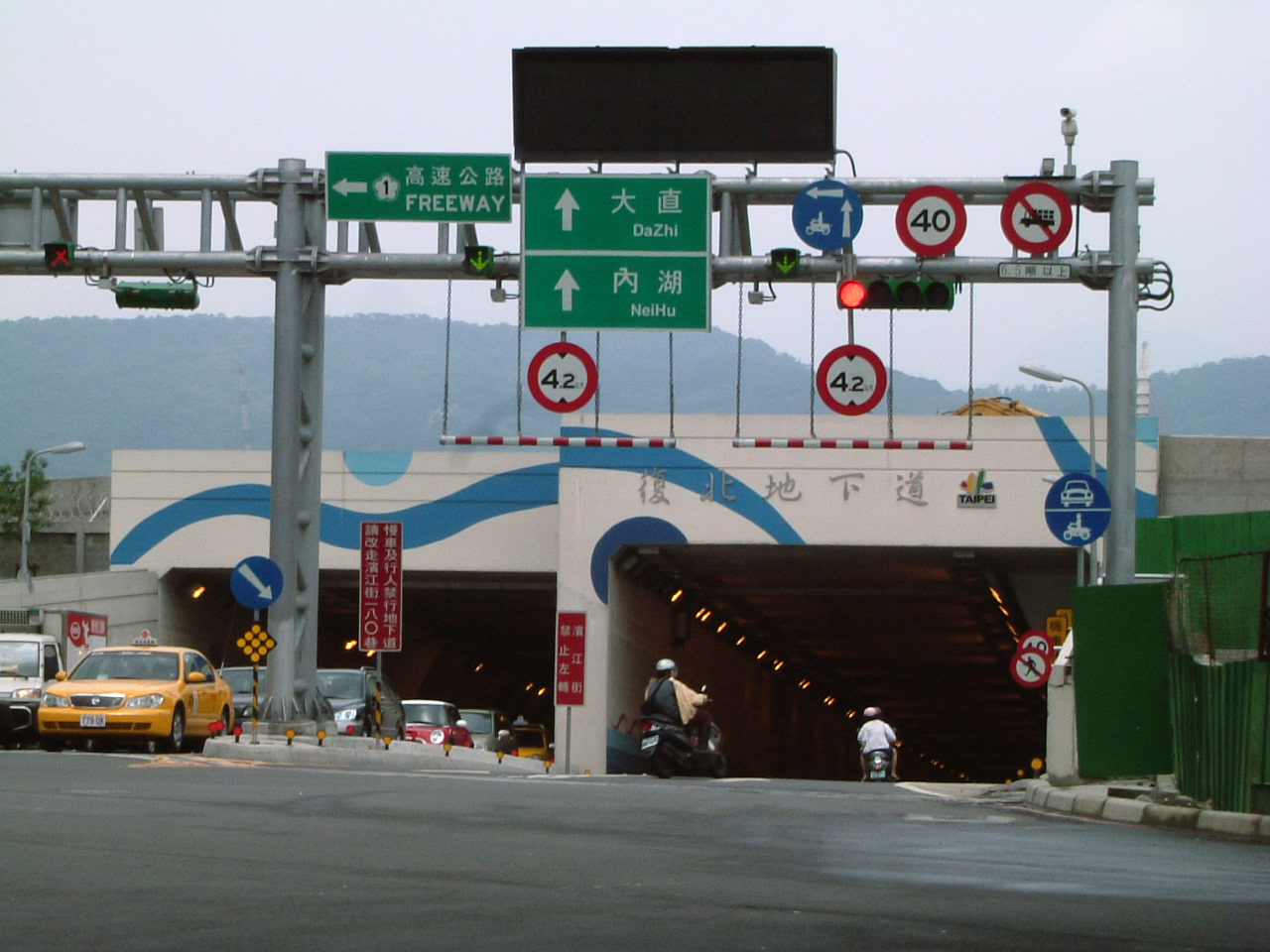
臺北市復北地下道

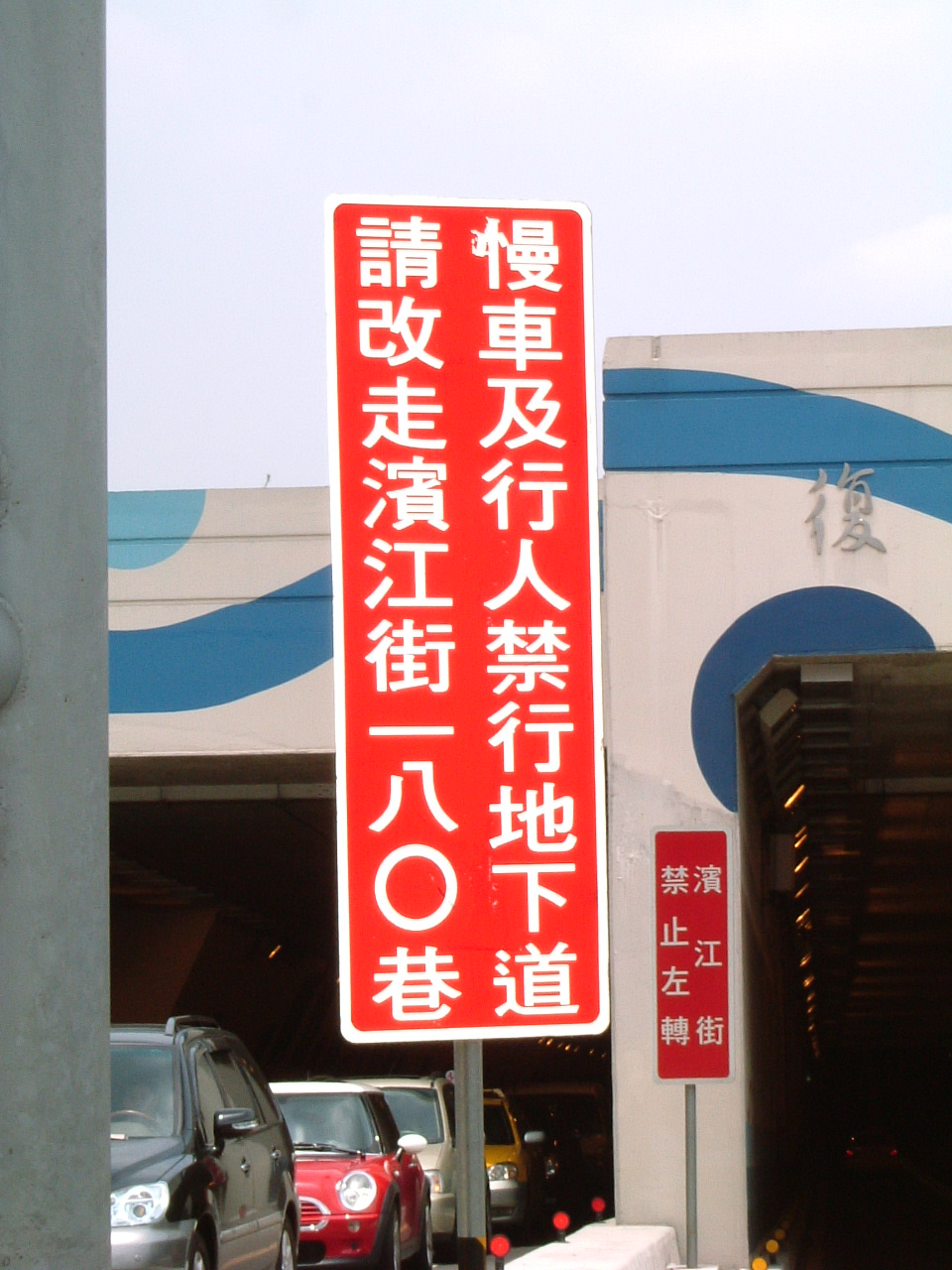
復北地下道的告示牌

復興北路車行地下道（或稱松山機場地下道，簡稱復北地下道、機場地下道）是一條連結台北市復興北路和大直橋，穿越臺北松山機場的地下道，位於中山區及松山區界線。自1997年1月20日開始建造，於2006年11月29日正式通車，施工期間將近十年，建設金額約為新台幣46億元。

## 路線
復興北路車行地下道及加上大直橋總長1030公尺，從民族東路和復興北路的交叉口開始，從地面下穿越松山機場跑道，連結至濱江街和大直橋。

## 施工
復興北路車行地下道，為世界上少數「在正常運作中的機場跑道地下進行施工」的案例，當時被臺灣媒體報導為全世界第一件（因為啟德隧道上面的香港啟德國際機場早於1998年就已經停止使用了，所以啟德隧道不計），但實際上香港的啟德隧道早於1976年動工並於1982年通車，故應為第二件案例。由於地下道兩側出口所連結之道路的位置，地下道結構距離地面跑道的垂直距離最短處僅有四公尺。為了降低施工產生的震動幅度並避免機場的跑道陷落，施工單位使用來自日本的「管幕加結構涵體無限自走工法」（Endless Self Advancing Method，簡稱「ESA工法」；俗稱「毛毛蟲工法」），每天的進度僅有50公分至一公尺。

## 禁行交通
考量安全問題，復興北路車行地下道禁行大貨車。因開通不久後，有民眾騎乘自行車在此摔傷不治，故2007年2月15日起，也禁行腳踏車，並於地下道入口及附近設置「慢車行人禁行復北地下道，請改道濱江街180巷」標誌提示改道路線。

## 資料來源
1. ↑  （2006.11.27）復興北路穿越松山機場地下道工程 11月29日下午3:30開放通車[永久] - 我的E政府，臺北市政府（2006.11.29查證）
2. ↑  （2006.11.29）松山機場地下道 今天通車 - 蘋果日報（2006.11.29查證）（註：蘋果日報非當日的網路新聞須加入會員後才可閱讀）
3. ↑  PDF  復興北路穿越機場地下道工程與涵體無限自走工法 （页面存档备份，存于） - 張郁慧、熊谷鎰、吳定恩
4. ↑  台北市政府工務局新工處新聞稿 的存檔，存档日期2007-03-12.
5. ↑  大紀元，復北地下道 單車失速撞亡，2006年12月3日
6. ↑  臺北市交通管制工程處全球資訊網-最新消息列表 的存檔，存档日期2007-02-25.